# 蒙塞拉特 (布宜诺斯艾利斯)
蒙塞拉特（西班牙語： 或 ，西班牙語發音：[monseˈrat]）是布宜诺斯艾利斯的一个街区，位于中央商务区东部。布宜诺斯艾利斯大部分最重要的政府机构公共建筑都位于该区，包括市政厅、市议会、玫瑰宫（总统府）、布宜诺斯艾利斯国家学院和自由大厦（国防部）等。

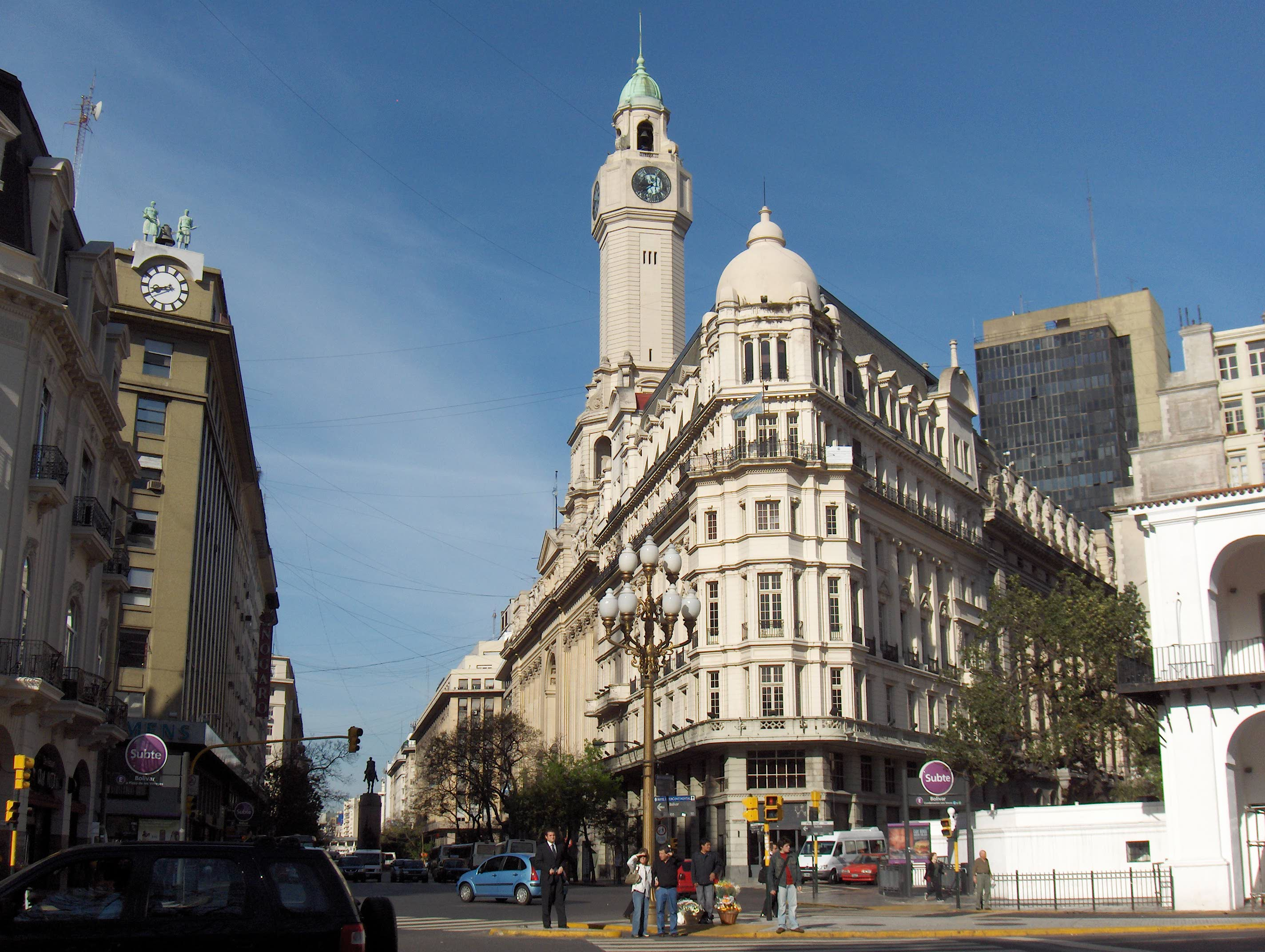
市议会

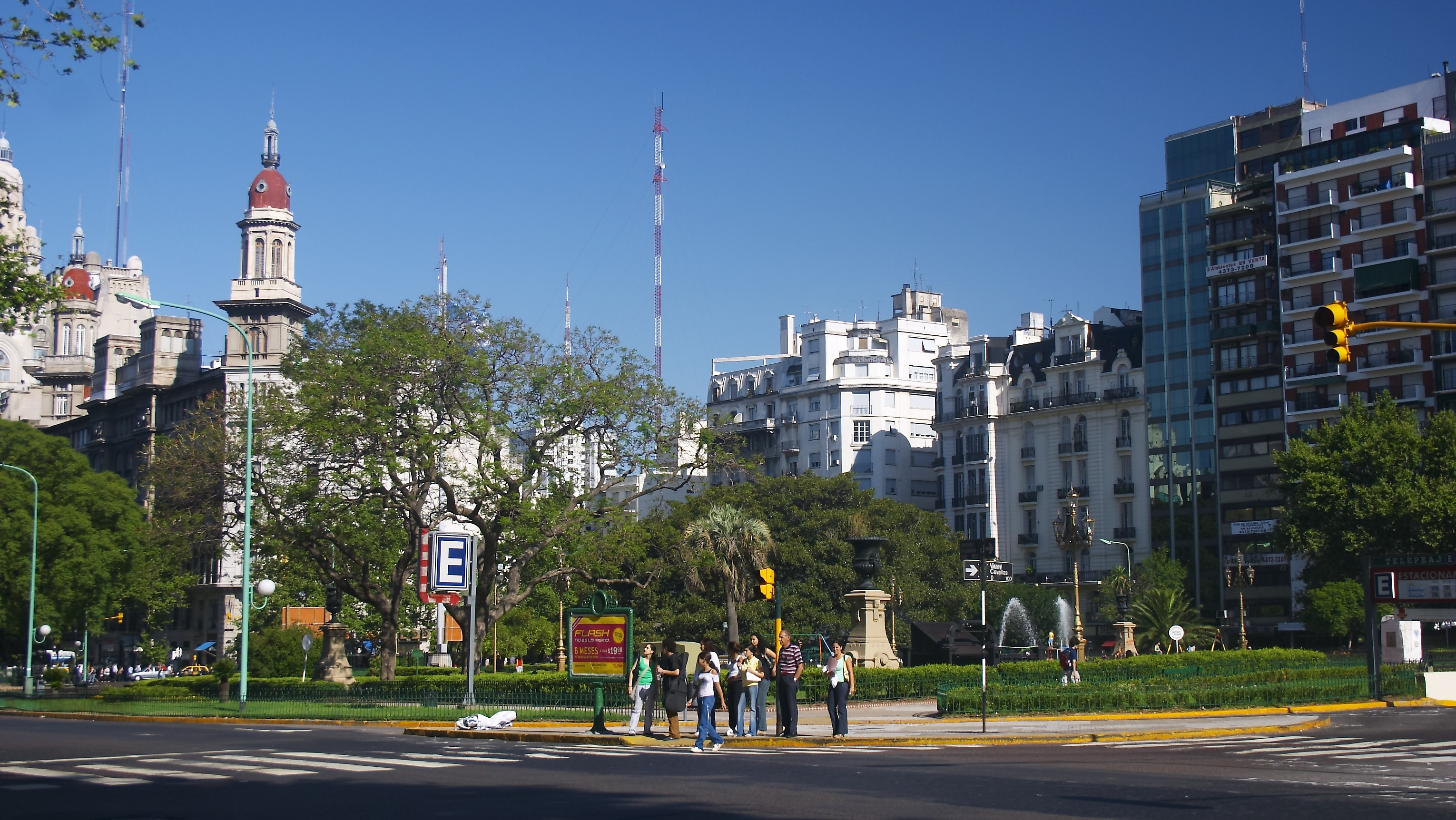
国会广场

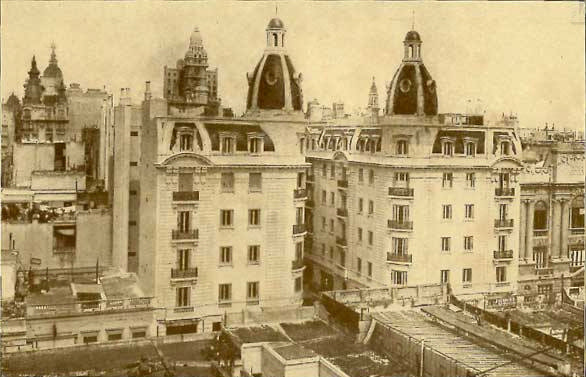

五月大道贯穿蒙塞拉特区，连接五月广场和国会广场。
五月广场以南一两个街区，是布宜诺斯艾利斯最古老的街区，那里的城市景观很少有不到一百年历史的（除了沿着贝尔格拉诺大道），几乎无缝过渡到南部同样具有历史意义的圣泰尔莫区。

## 历史
蒙塞拉特区可追溯到布宜诺斯艾利斯建城之初。1580年，西班牙贵族胡安·德·加里登陆该地区的海岸地区，其起源追溯到布宜诺斯艾利斯的建城。奥地利的胡安·巴尔塔薩尔城堡是定居点的第一座城堡，建于1594年，1608年新抵达的耶稣会在附近获得了一块2公顷的土地。1686年，耶稣会士开始建造圣依纳爵堂。1734年，这座教堂祝圣，成为布宜诺斯艾利斯现存最古老的教堂。耶稣会拥有当时最好的学校和图书馆，提供殖民时期布宜诺斯艾利斯唯一真正的古典教育，被称为“光明建筑群 ”。这座小城不断增长的人口，导致在该地区又引入了许多其他修会，其中加泰罗尼亚蒙塞拉特圣母修会，其小堂于1769年成为社区的同名教堂。布宜诺斯艾利斯卡比尔多 （市政厅）成为1810年五月革命的场景，1811 年，现在的五月广场放置五月金字塔。
在接下来的70年里，几乎没有什么变化。1875年后，阿根廷经济突飞猛进，蒙塞拉特的泥泞海岸和典型的殖民地鹅卵石街道网迅速现代化。土地开垦和与该地区平行的码头建设，导致沿蒙塞拉特东部边缘修建哥伦布散步道（Paseo Colón，仍然是一条主要干道）。1884年，该地区的两个相邻广场成为五月广场，总统府玫瑰宫在此竣工。随后，殖民地建筑（包括卡比尔多的一部分）被大规模夷为平地，为1894年开辟的五月大道 和1910年开辟的国会广场让路。1913年，在这条大道设立布宜诺斯艾利斯地铁的第一个车站。
在接下来的二十年里，该地区的中心位置，以及阿根廷大部分政府机构坐落于此，导致了纪念碑式的建设，其中值得注意的是布宜诺斯艾利斯市议会、海关大楼、新闻报社（La Prensa，今布宜诺斯艾利斯文化之家）、装饰艺术风的NH 城市酒店、国防部和南对角线大道。在1950年左右，该地区众多的西班牙餐厅和社交俱乐部，与当地的西班牙传统有关，这有助于它因文化原因以及其他原因吸引旅游业。
在历史建筑中，有一座圣地亚哥·里尼尔的故居，名为里尼尔之家（Casa de Liniers），位于委内瑞拉街469号。 另一处历史遗迹是贝尔格拉诺大道的长老会圣安德烈教堂（Iglesia Presbiteriana San Andrés）。

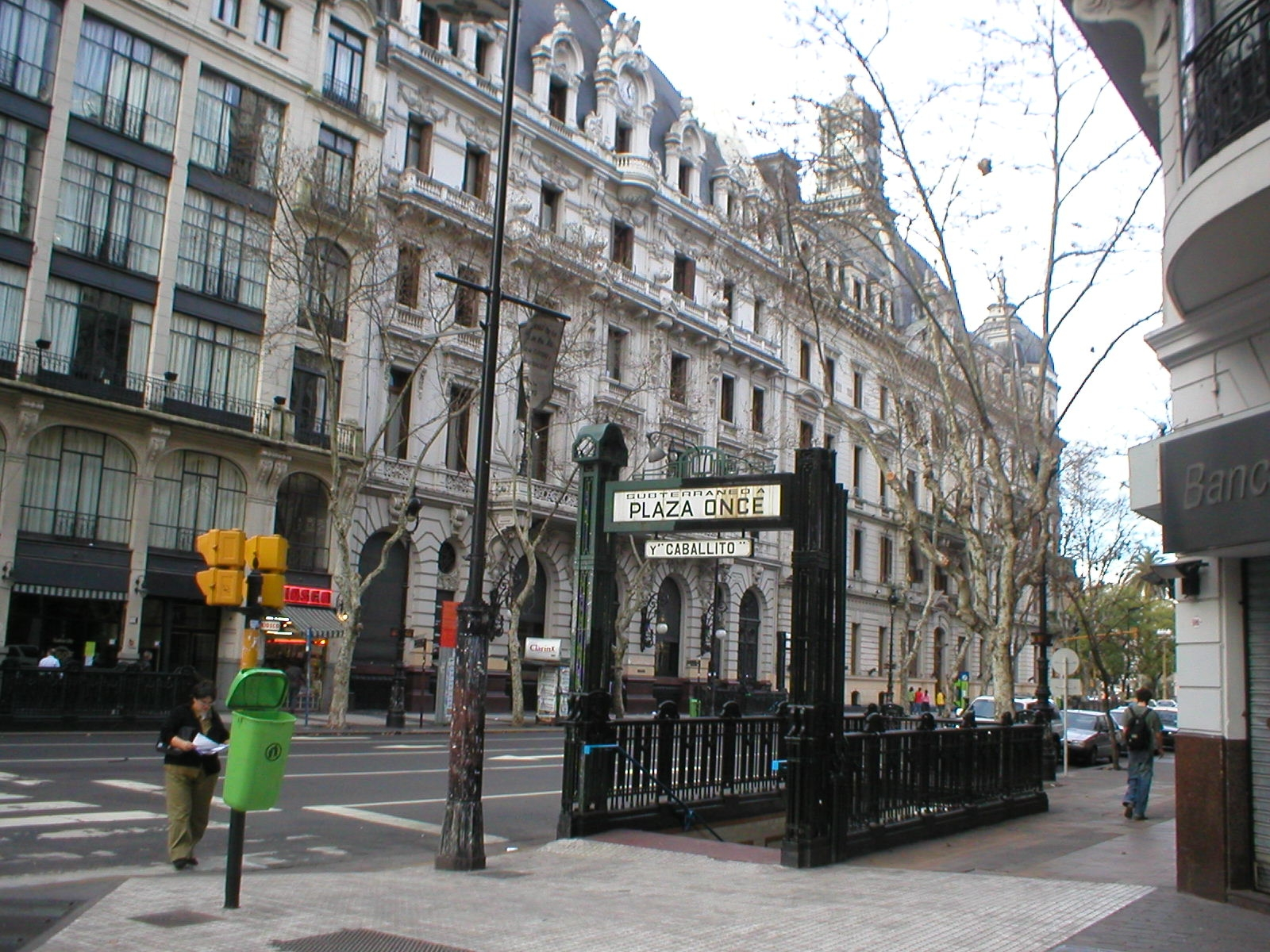
地铁A线出口，位于五月大道
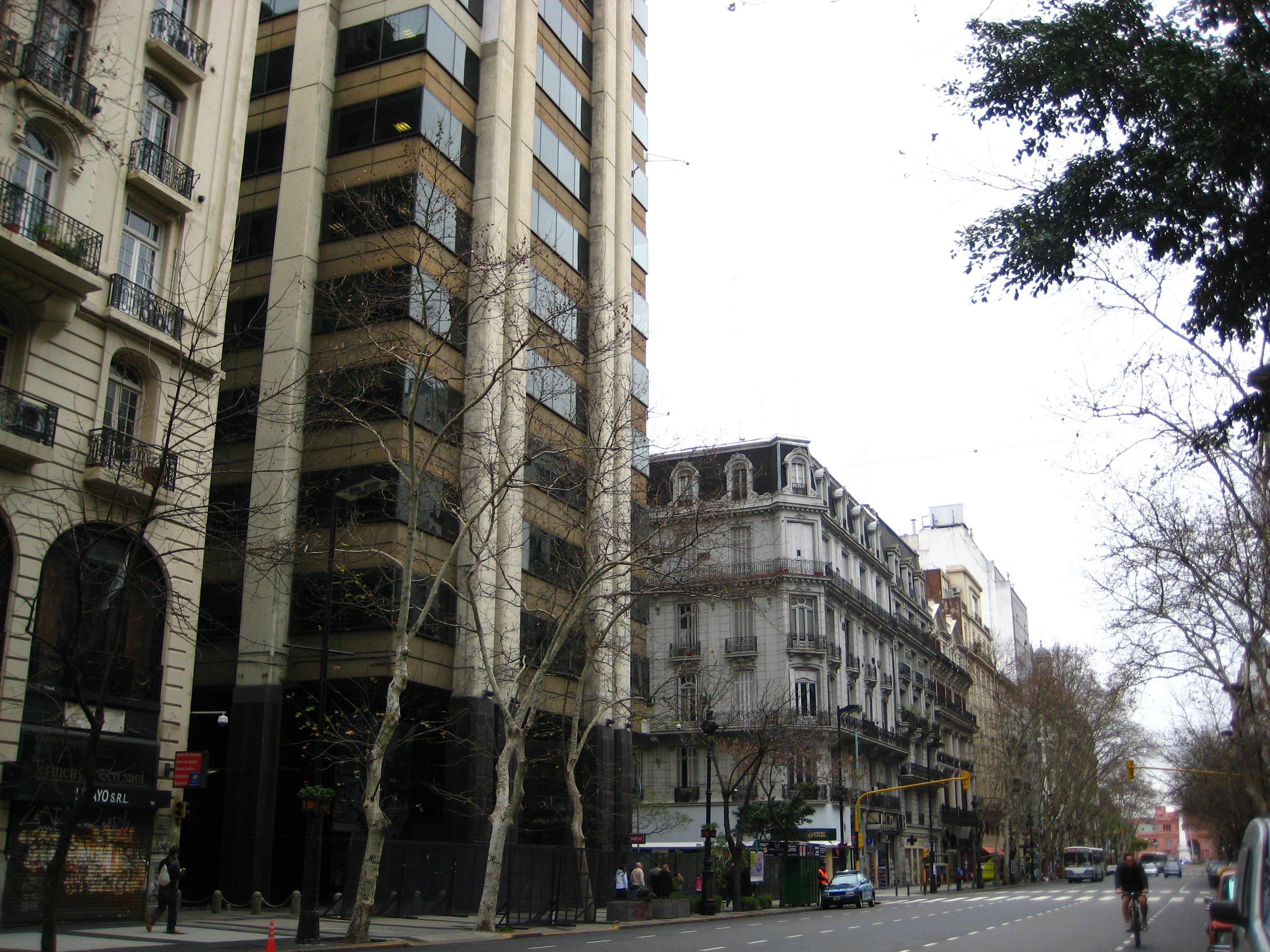
五月大道
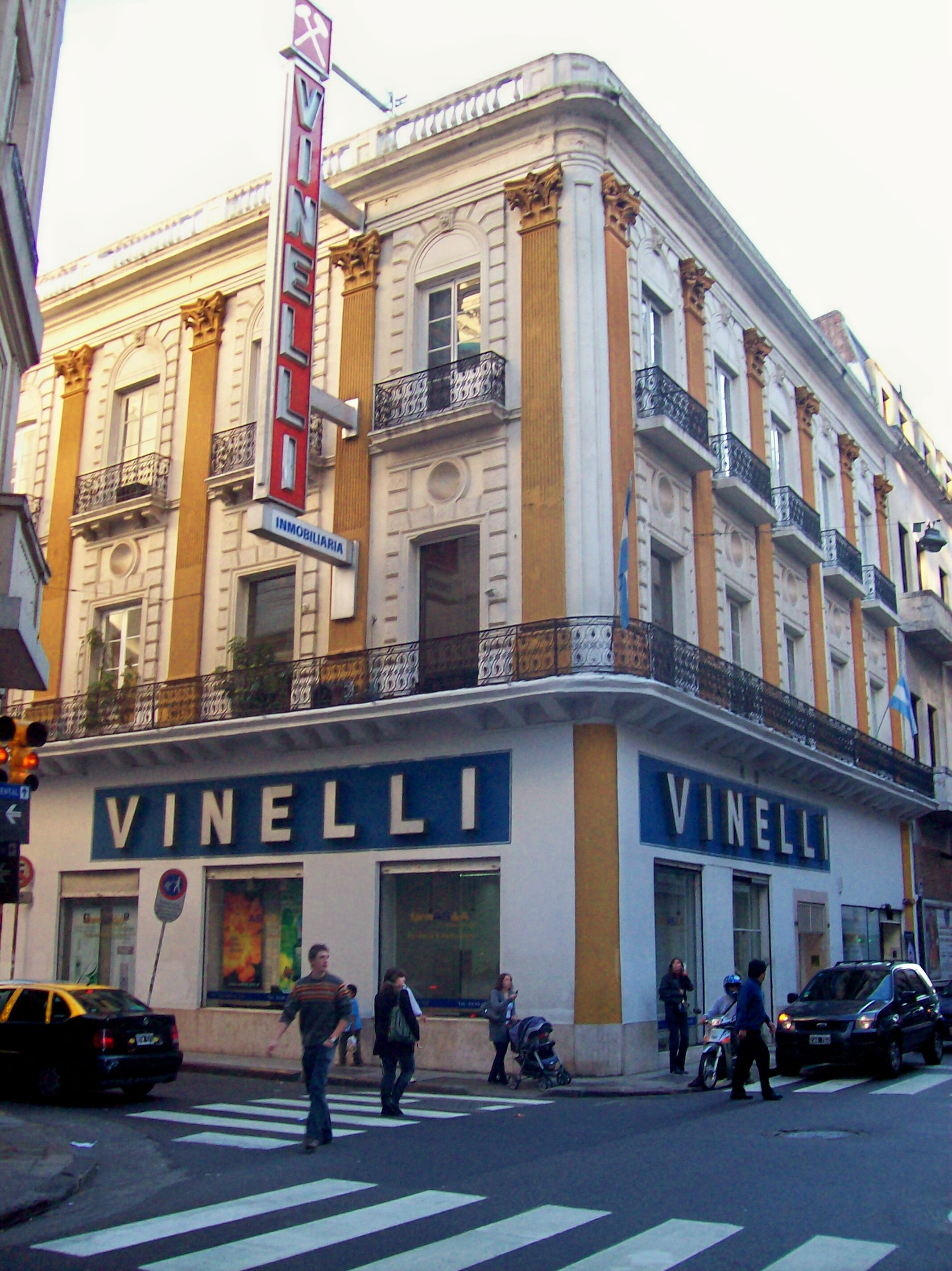
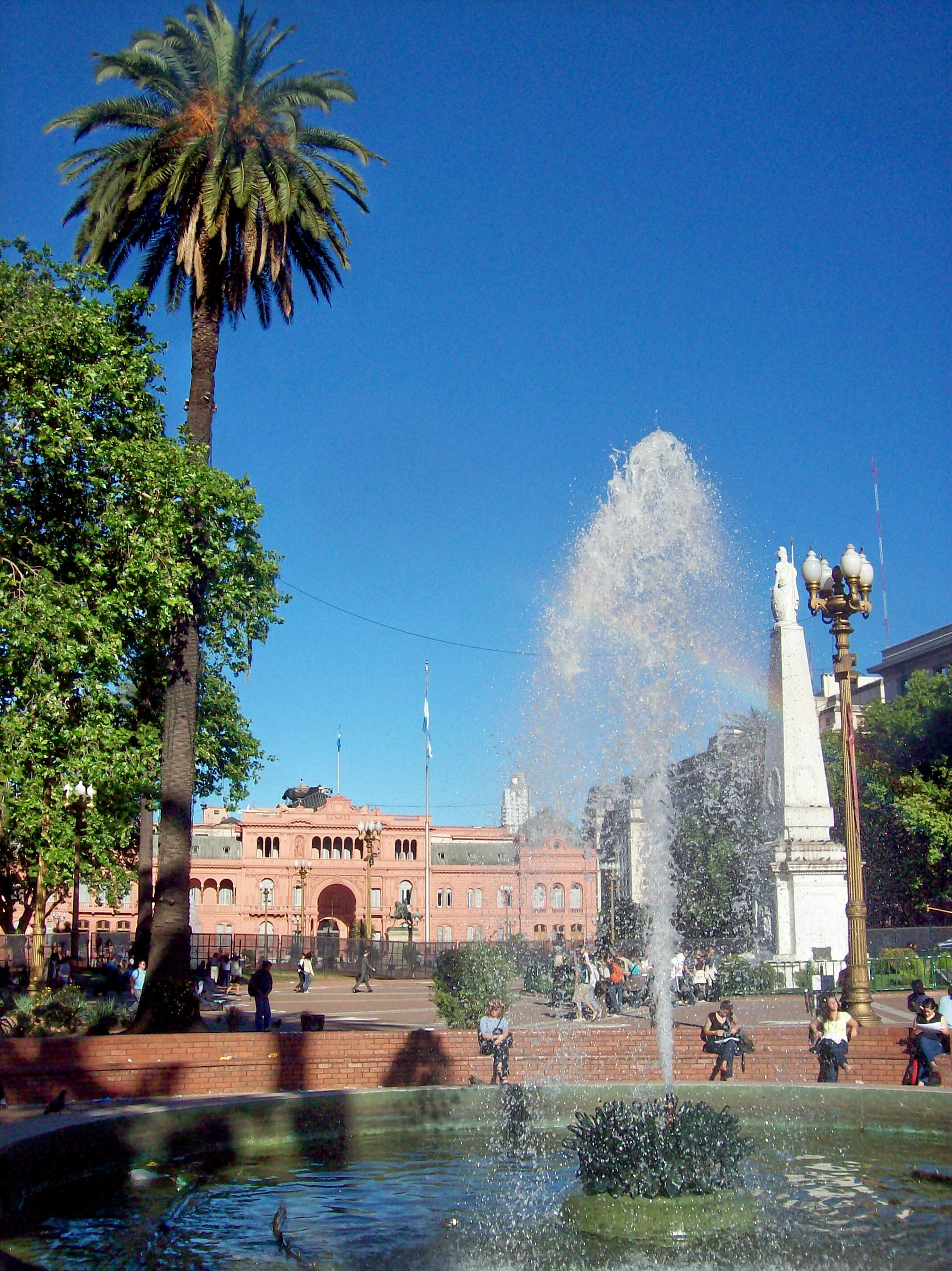
五月广场和玫瑰宫
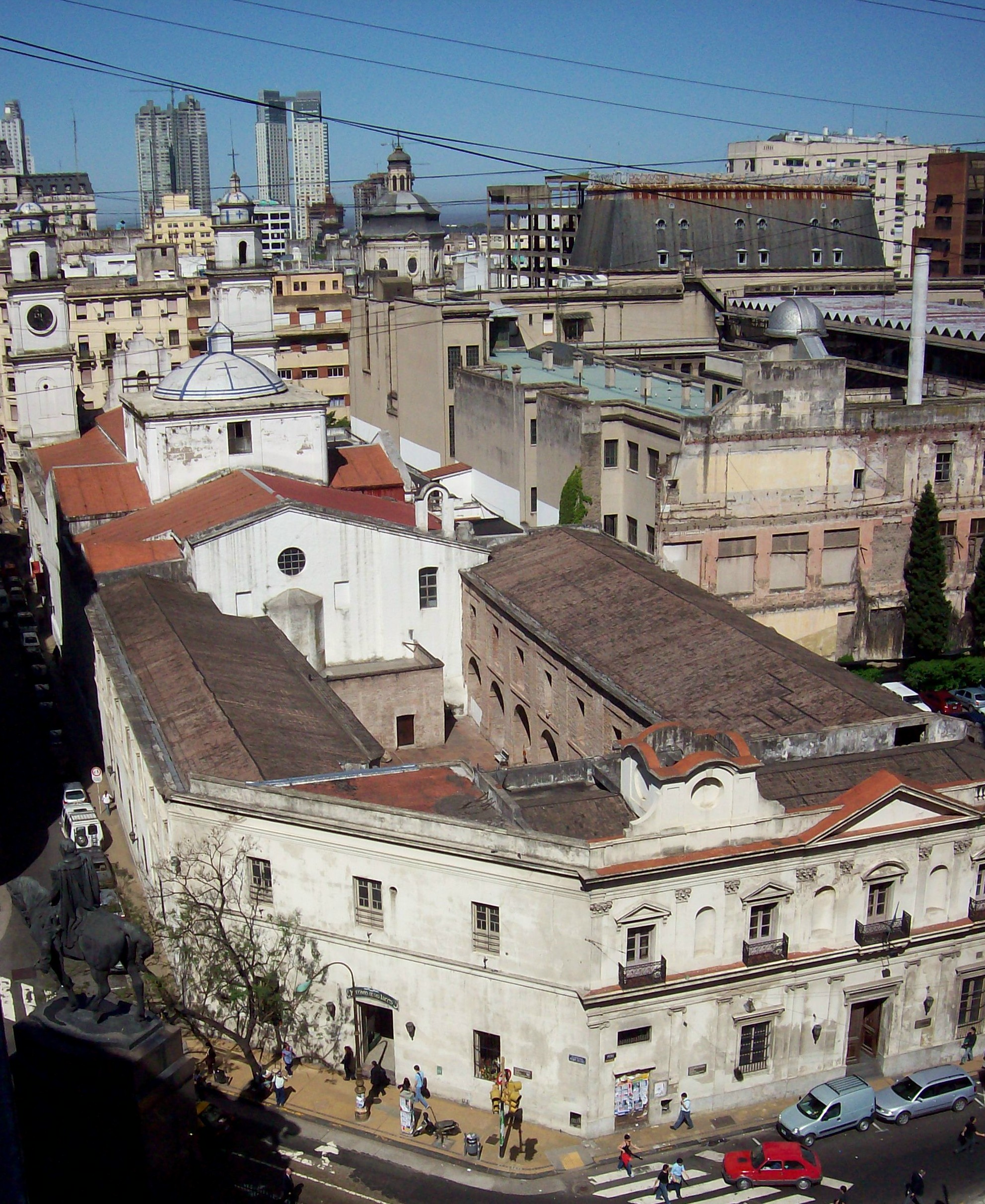
耶稣会圣依纳爵堂和光明建筑群
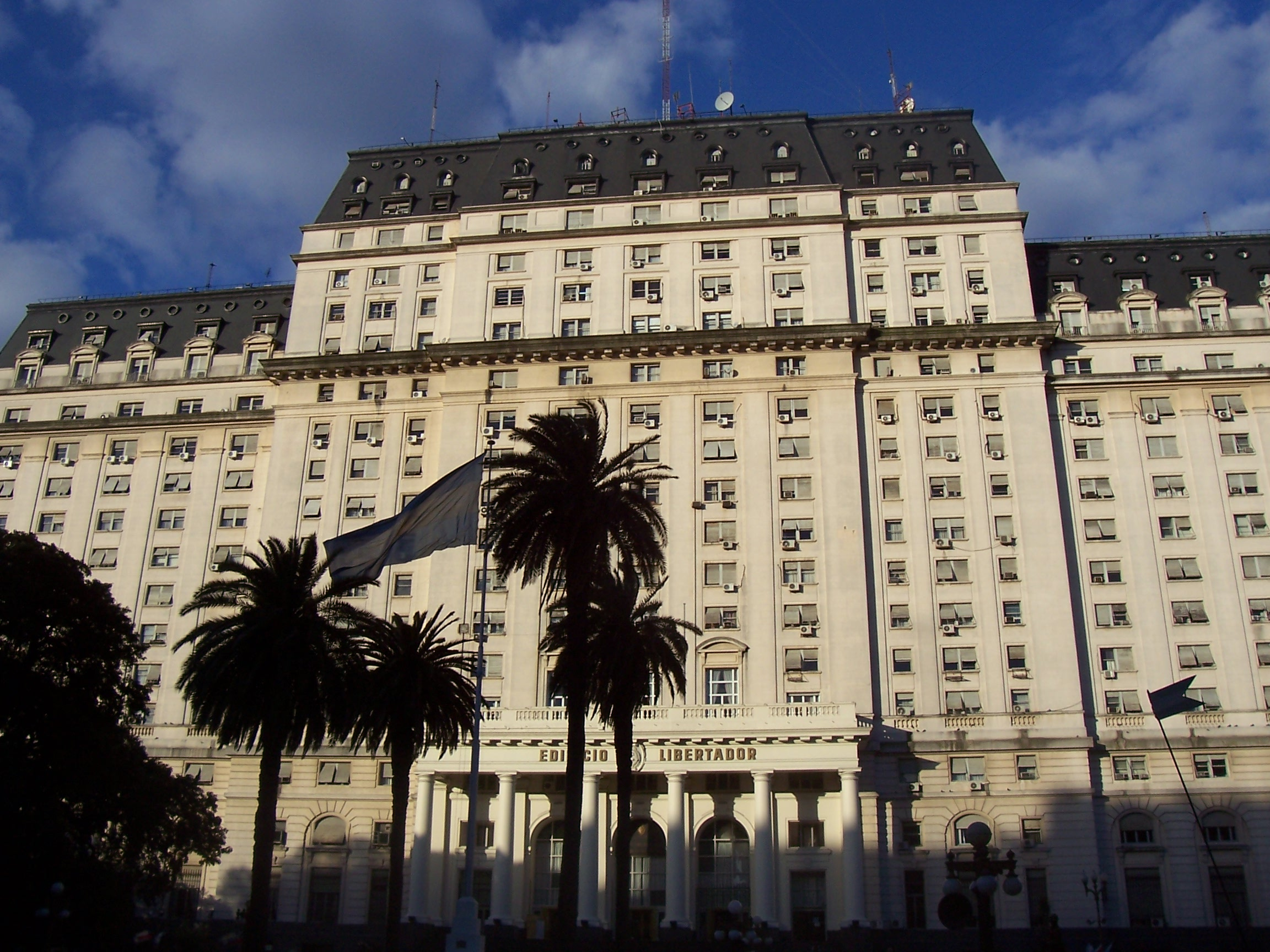
国防部，自由大厦
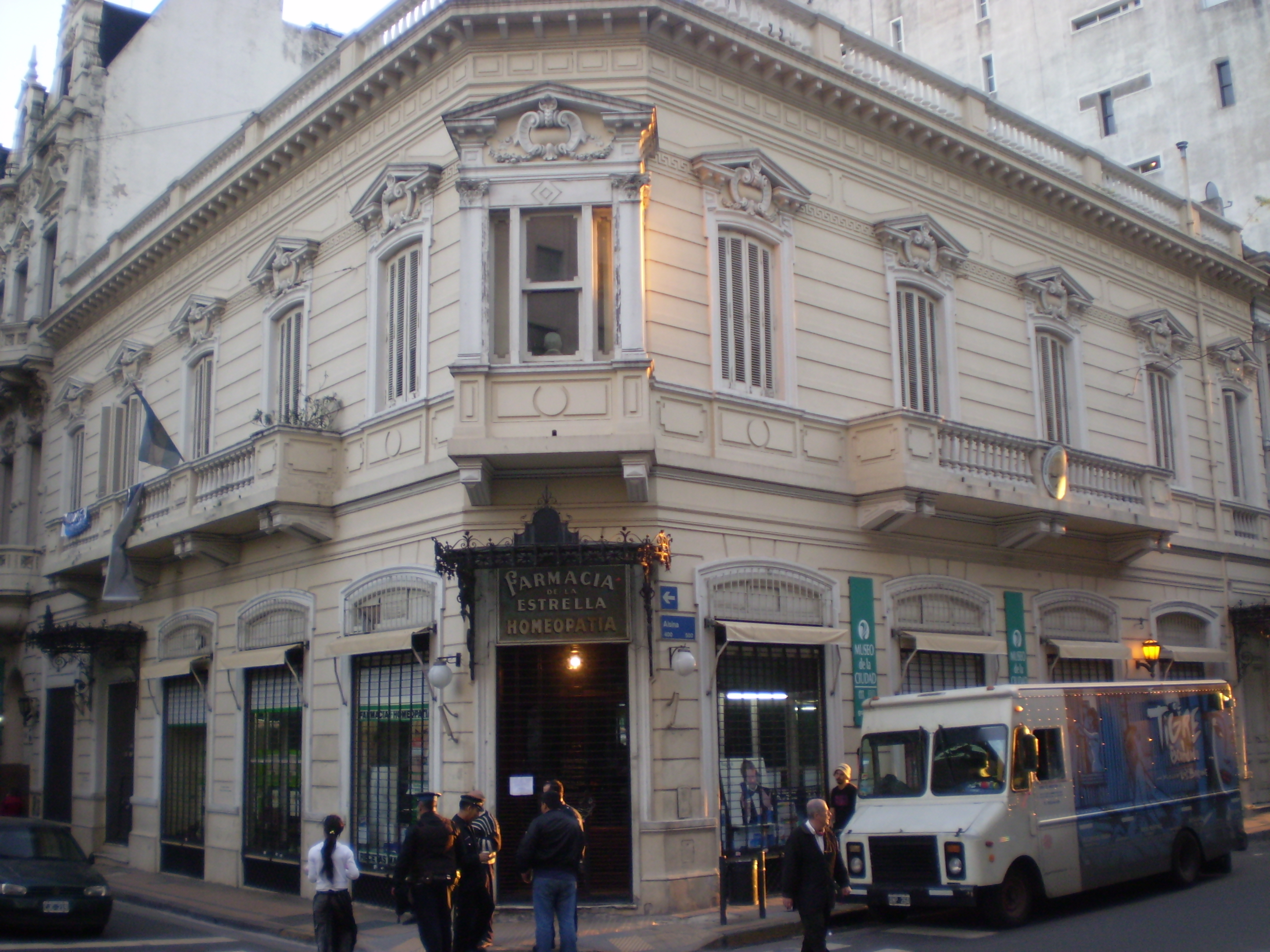
城市历史博物馆
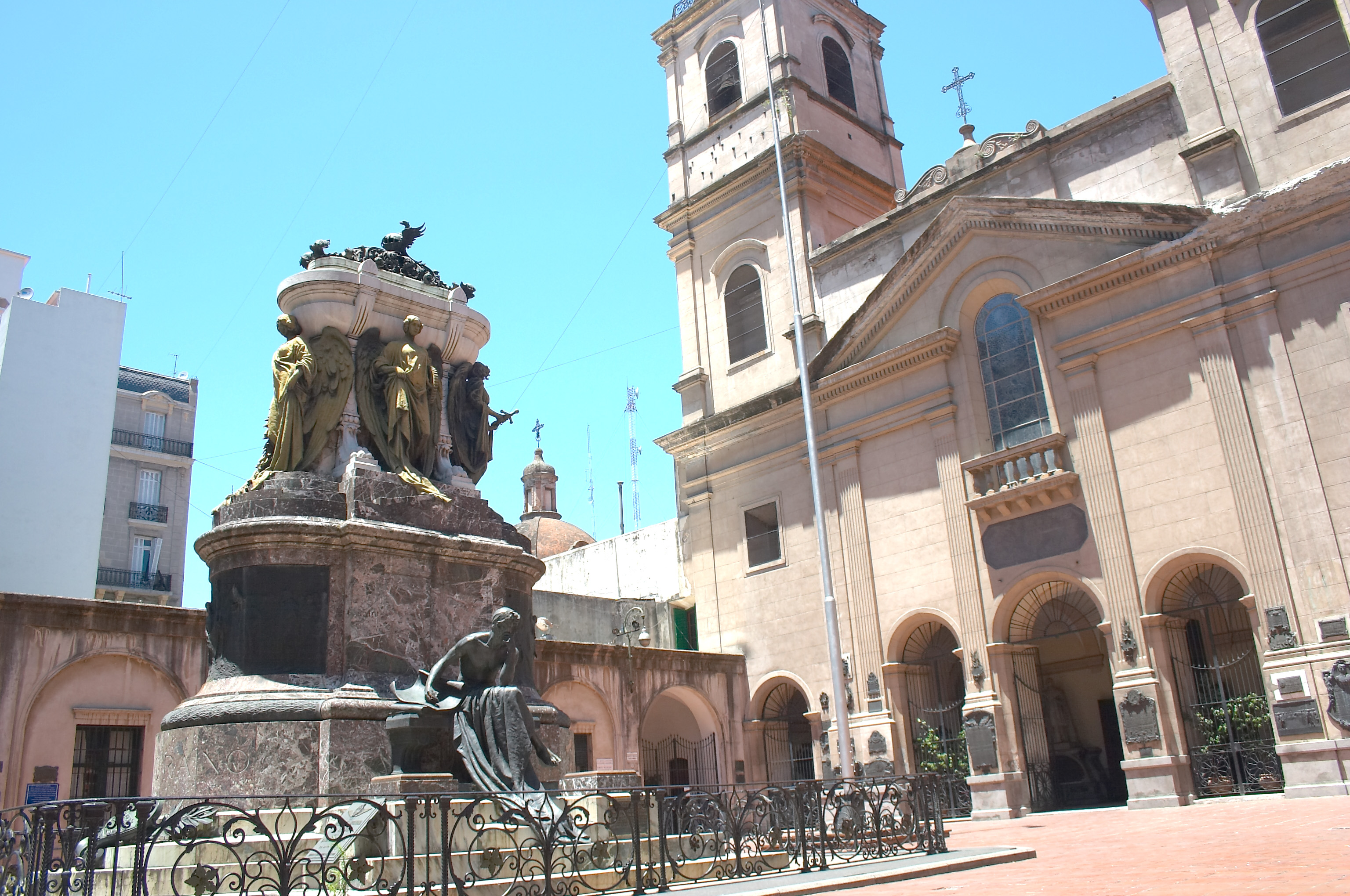
曼努埃尔·贝尔格拉诺墓，圣多明我修道院
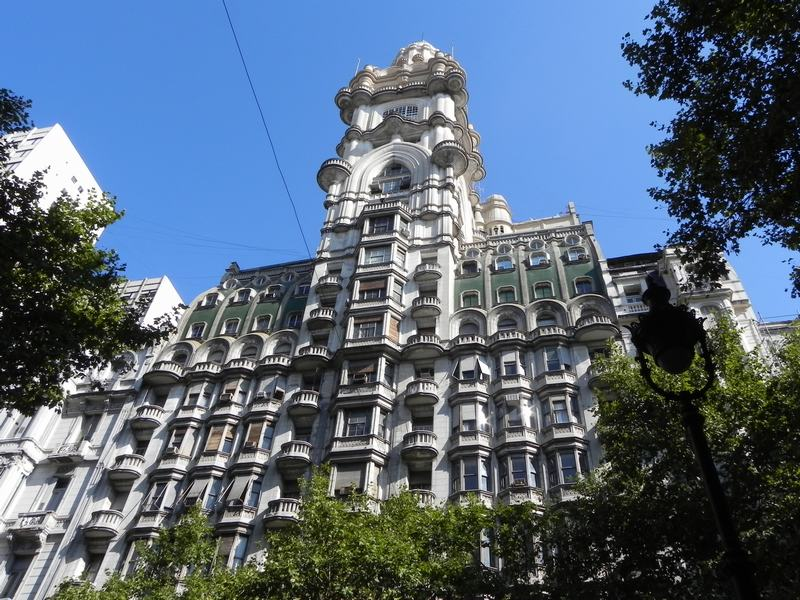
巴羅洛宮
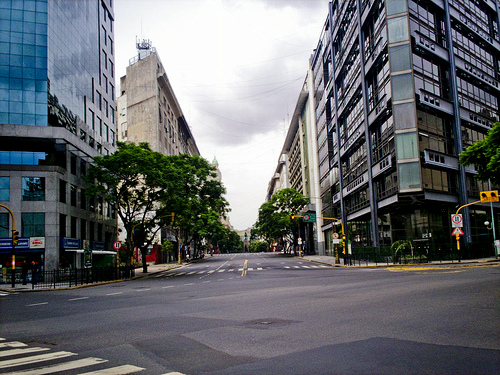
南对角线大道与贝尔格拉诺大道转角
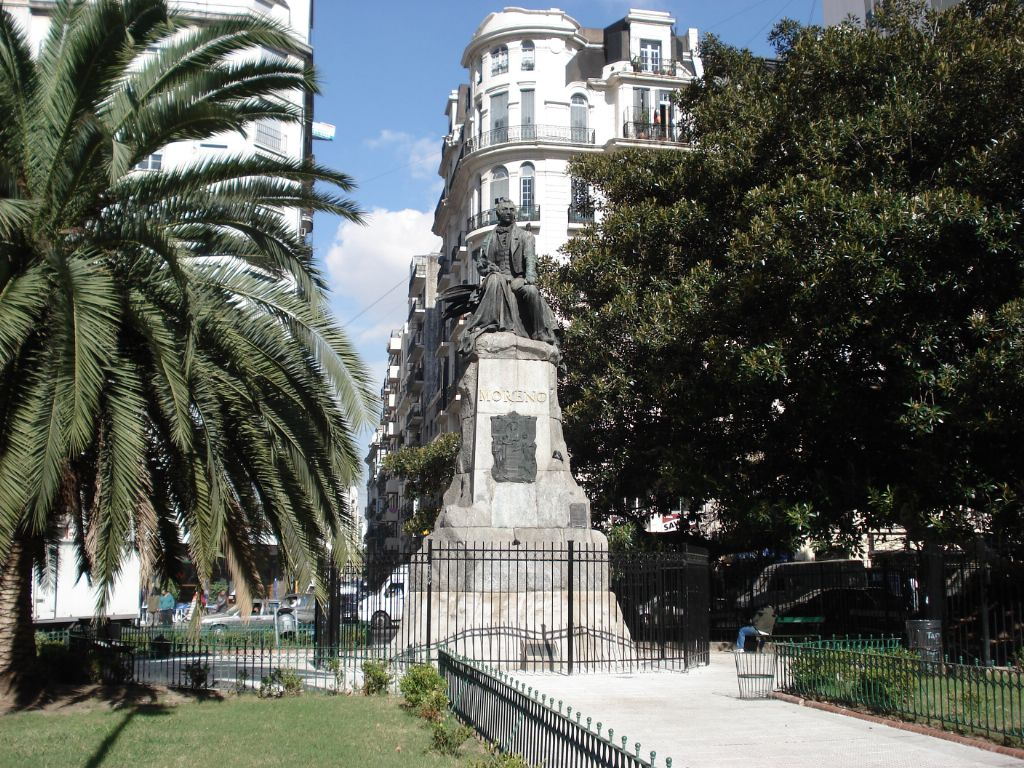
马里亚诺·莫雷诺纪念碑
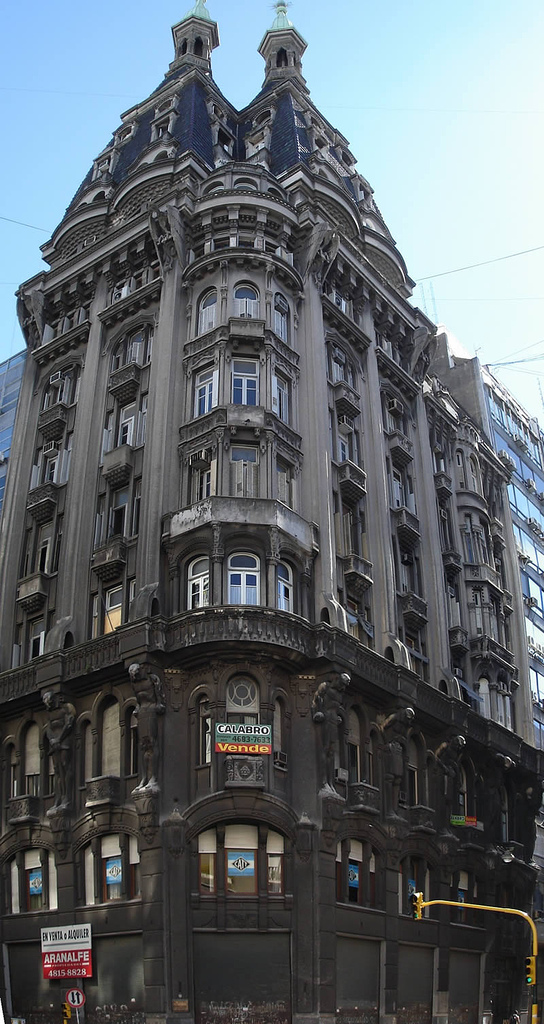
奥托伍尔夫大厦，贝尔格拉诺大道
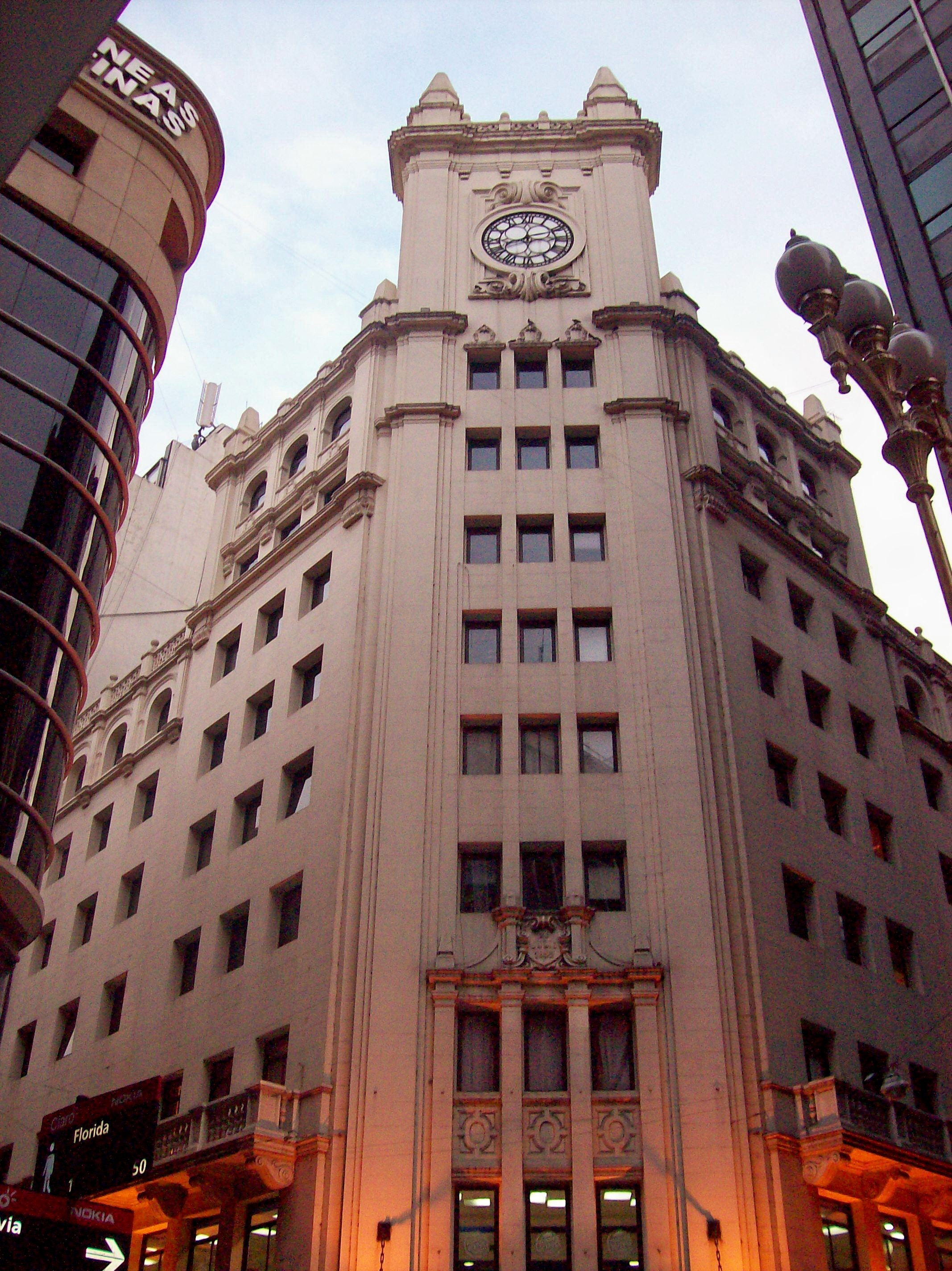
佛罗里达街与里瓦达维亚大道转角
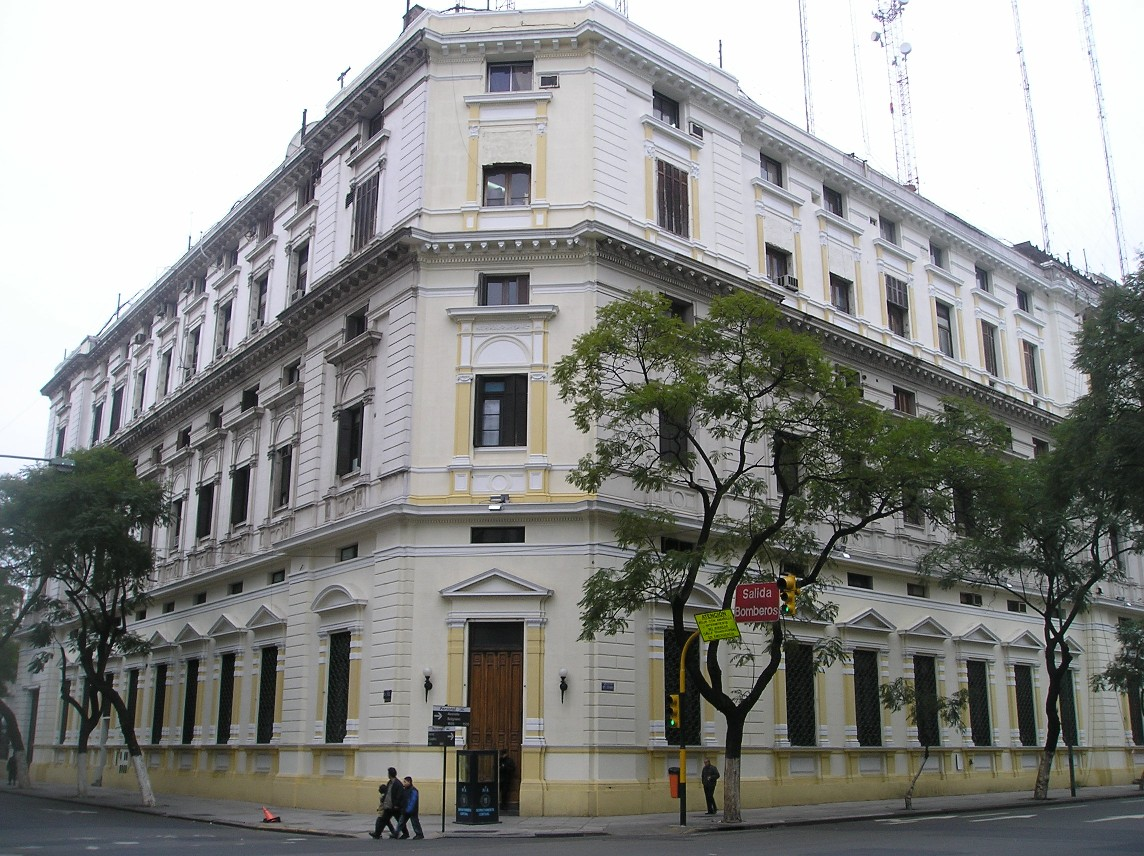
警察总部
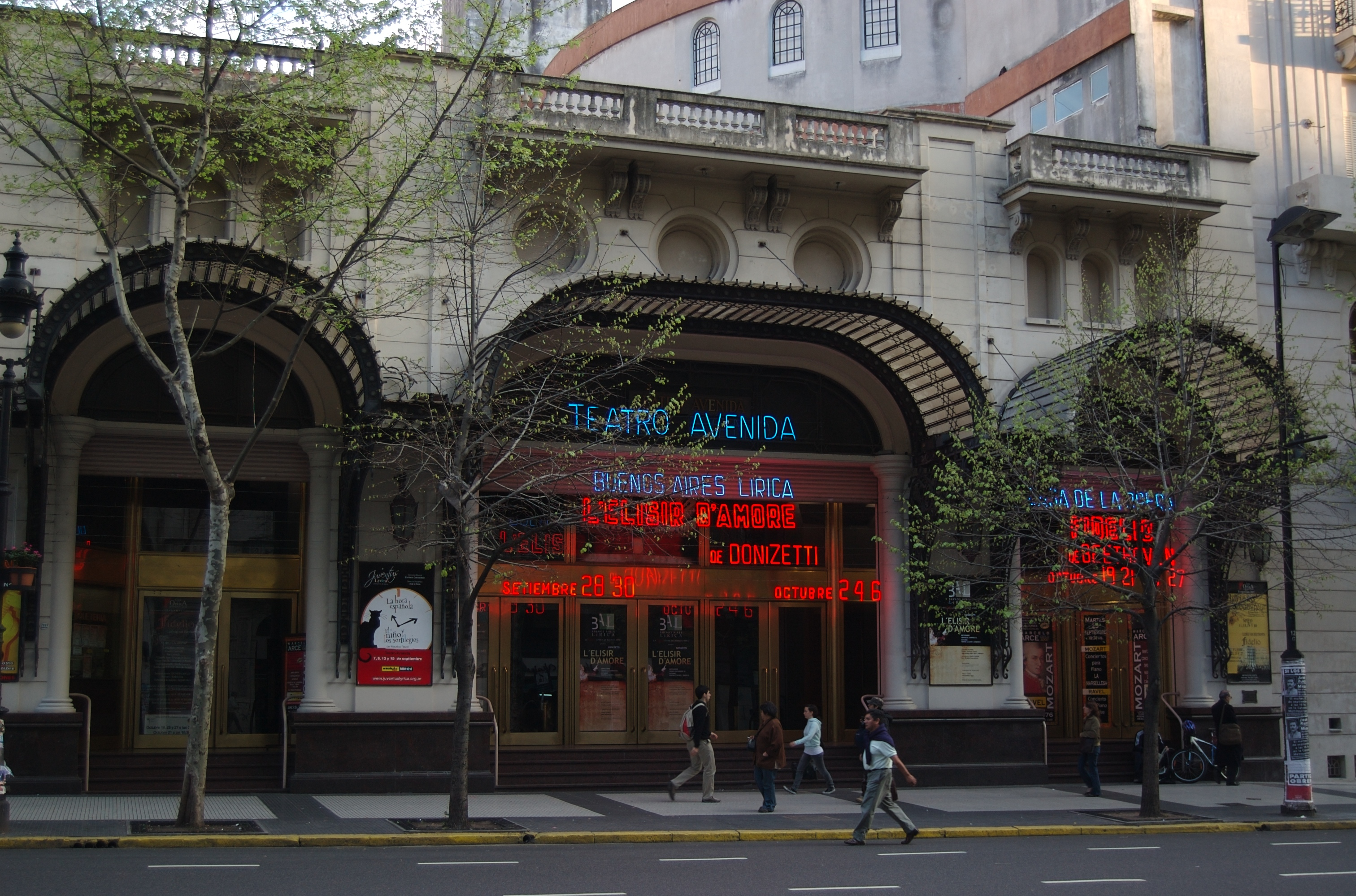
大道剧院